# Белобровый остроклювый певун
Белобровый остроклювый певун (лат. Conirostrum ferrugineiventre) — вид птиц из семейства танагровых. Птицы обитают в субтропических и тропических горных влажных лесах и высокогорных лугов и кустарниковых зарослей, на высоте 2600—4100 метров над уровнем моря, на высокогорье и восточных склонах Анд центрального и южного Перу и восточных склонах Анд в Боливии (в департаментах Ла-Пас, Кочабамба и Санта-Крус). Длина тела 12 см, масса около 11 грамм.